# Stoltebüll
Stoltebüll (danès Stoltebøl) és un municipi del Districte de Slesvig-Flensburg, a l'estat alemany de Slesvig-Holstein. El 31 de desembre del 2023 tenia 684 habitants.
És un de mants municipis o llogarets del nord de Slesvig-Holstein amb el sufix —büll en el nom, que és d'origen danès -bøl i que significa ‘casa, habitatge’, la primera és un nom de persona, un cert Stolte. Solen ser assentaments nous que al segle x és van crear a partir d'un poble veí més antic.